# 무이스카 연맹
무이스카 연맹은 콜럼버스 이전 시대에 오늘날 콜롬비아의 중부 안데스 고원에 존재하던 다양한 무이스카인 통치자(자쿠에스, 지파스, 이라카 및 툰다마)들 간의 느슨한 연맹체이다.
일부 무이스카 학자에 따르면 무이스카 연맹은 남아메리카에서 가장 잘 조직된 부족 연합 중 하나였다. 조르게 감보아 멘도자와 같은 현대 인류학자들은 연맹과 그 조직에 대한 지식이 오늘날까지 계승될 수 있었던 이유가 무이스카가 정복된 이후 1세기 이상이 지나 이들 정치체제에 대해 약간 다른 언어와 배경을 지닌 다른 사람들끼리의 느슨한 연합의 아이디어를 제안하고 그것을 기록한 스페인 연대기 작가들의 반영 덕분이라고 보고 있다.

## 같이 보기
- 무이스카인
- 엘도라도